# بيبي دعيج الجابر الصباح
الشيخة بيبي دعيج الجابر الصباح هي ناشطة ثقافية وتعليمية معروفة بجهودها في الحفاظ على التراث النسيجي الكويتي وترويجه. وباعتبارها رئيسة جمعية السدو التعاونية للنسيج، فقد أمضت أكثر من عقد من الزمان في الدفاع عن النساجين المهرة، وضمان استمرارية التقاليد الحرفية.

## الحياة المبكرة والتعليم
حصلت الشيخة بيبي دعيج الجابر الصباح على درجة البكالوريوس في المحاسبة من جامعة الكويت في عام 2002. واصلت تعليمها في جامعة الكويت، وحصلت على درجة الماجستير في إدارة الأعمال مع التركيز على التمويل، وتخرجت بتقدير امتياز مع مرتبة الشرف في عام 2004.

## حياة مهنية
في عام 2004، بدأت الشيخة بيبي مسيرتها المهنية كعضو هيئة تدريس ومحاضرة في المحاسبة بجامعة الخليج للعلوم والتكنولوجيا. وفي عام 2010، تولّت منصبها الحالي كرئيسة لمجلس إدارة جمعية السدو التعاونية للحرف اليدوية، حيث تكرّس جهودها للحفاظ على فنون النسيج التقليدية وتعزيزها من خلال التوثيق، والبرامج التعليمية، والمبادرات الثقافية.

## الإنجازات والمبادرات
تحت قيادة الشيخة بيبي، نالت جمعية السدو اعتمادًا رسميًا من منظمة اليونسكو والمنظمة العالمية للملكية الفكرية. ومن الجدير بالذكر أنها قادت إنشاء استوديو SADI للإقامة الفنية في إطار مبادرة Sadu للفن والتصميم (SADI)، وتحويل حرفة النسيج إلى شكل فني للتعبير. ولعبت الشيخة بيبي دورًا محوريًا في افتتاح شارع السدو وعملت على اعتماد جمعية السدو كجمعية استشارية معتمدة لدى اليونسكو من قبل دولة الكويت في عام 2022. وقد نجحت في الدعوة لإدراج برنامج السدو التعليمي ضمن قائمة اليونسكو لممارسات الصون الجيدة، ليكون أول ملف كويتي وعربي أُدرج في اليونسكو في عام 2022.

## المؤتمرات والمحاضرات
شاركت الشيخة بيبي، بشكل فعال في المؤتمرات والندوات الدولية، حيث ساهمت في تقديم رؤى حول الأهمية الثقافية للسدو في الحياة اليومية. تشمل المحاضرات الجديرة بالذكر العروض التقديمية في جامعة الكويت، والندوة الدولية للتراث غير المادي في الدوحة، ومنتدى تصميم الدوحة، ومعرض سيلفيدج العالمي في لندن.
لقد قدمت الشيخة بيبي، دعيج الصباح مساهمات في مجال التعليم والحفاظ على الثقافة. شاركت في إعداد المنهج الوطني للتربية الفنية لطلاب الصف الثامن، مع التركيز على فن النسيج في عام 2018. بالإضافة إلى ذلك، شاركت في تأليف مقالات وساهمت في منشورات، منها "البيئة الصحراوية وحرفة السدو" في كتاب "المعالم المعمارية للتراث الثقافي" (2023) ومقدمة كتاب "الظفرة" (2022).

## الإنجازات والتعاون
تعاونت بشكل فعال مع مفوضية الأمم المتحدة لشؤون اللاجئين في برنامج MADE 51، الذي يهدف إلى تمكين اللاجئين في مجال الحرف اليدوية في عام 2021. تواصل الشيخة بيبي دعيج جابر العلي الصباح دورها في الحفاظ على التراث الثقافي الكويتي وتعزيز التعليم وتشجيع الابتكار في النسيج التقليدي.

## روابط خارجية
- قناة بيبي دعيج الجابر الصباح على اليوتيوب